# Nguyễn Văn Điểm
Nguyễn Văn Điểm(阮文點), một tướng lĩnh cao cấp của phong trào Tây Sơn.

## Hành trạng
Nguyễn Văn Điểm là một trong các tướng lĩnh tâm phúc của Thái Đức Hoàng Đế Nguyễn Văn Nhạc. Cùng mang chức Đại Đô đốc dưới quyền Thái Đức Hoàng Đế gồm có các vị:
1. Võ Đình Giai hay còn còn là Vũ Đình Giai, Vũ Đình Nhai
2. Nguyễn Văn Điểm là người Quảng Nam. Tháng 12 năm 1788 tướng tiên phong của Tôn Sĩ Nghị là Trương Triệu Long vượt ải Nam Quan vào Lạng Sơn, hai tướng biên Thuỳ của Tây Sơn là Phan Khải Đức và Nguyễn Văn Điềm, Phan Khải Đức vốn là cựu thần nhà Lê trước đây ra hàng nhà Tây Sơn vẫn được trọng dụng với chức tước cũ, nay ra hàng Tôn Sỹ Nghị. Còn Nguyễn Văn Điềm rút về Kinh Bắc với trấn thủ Nguyễn Văn Hoà (theo Tây Sơn tam kiệt). (Nhầm lẫn tai hại. Tướng giữ ải cùng với Phan Khải Đức là Nguyễn Văn Diễm không phải tướng Nguyễn Văn Điềm)
Năm 1893, tham đốc Tây Sơn Nguyễn Văn Điềm bị Võ Tánh đánh bại ở La Hai (theo Vua Quang Trung của Nguyễn Quang Trứ).
3. Nguyễn Văn Toàn - giữ chức Lưu thủ Quảng Ngải
4. Nguyễn Văn Thuật
5. Đoàn Văn Cát
6. Trương Văn Luân
7. Nguyễn Công Thái - quản Trung Dũng đạo
8. Lê Văn Hưng
9. Trần Văn Khương
Ngoại trừ Đại Đô đốc Nguyễn Công Thái theo hàng Nam triều khi Thái Đức Hoàng Đế còn sống, tám vị Đại Đô đốc còn lại đều theo Tây Sơn cho đến khi Thái tử Nguyễn Văn Bảo nổi dậy chống lại Cảnh Thịnh. Trong vụ biến này Đại Đô đốc Đoàn Văn Cát cùng Đô đốc Nguyễn Văn Thiệu theo phò Nguyễn Văn Bảo, các vị Đại Đô đốc khác vâng theo Tây Sơn, sau đó khuông phò Cảnh Thịnh.
Cho đến khi thành Hoàng Đế bị bao vây, Đô đốc Lê Chất ra hàng Nam triều và được trọng dụng, các tướng lĩnh cũ của Thái Đức hận Cảnh Thịnh theo về hàng Nguyễn Phúc Ánh, trong đó có các Đại Đô đốc Võ Đình Giai,Nguyễn Văn Điểm. Đến khi thành Hoàng Đế bị hạ, các tướng Tây Sơn ra hàng khá đông, trong đó có các Đại Đô đốc Nguyễn Văn Toàn sau được giao chức Lưu thủ Quảng Ngãi, Nguyễn Văn Thuật, Trương Văn Luân, Trần Văn Khương. Riêng Đại Đô đốc Lê Văn Hưng trốn về Phú Xuân, tiếp tục theo Tây Sơn.
Đại Nam Thực Lục viết: 
Đại đô đốc giặc là Lê Chất hàng. Chất người huyện Phù Ly, Bình Định, là thuộc tướng của Tư lệ giặc Lê Trung, từ khi Trung bị giết, Chất sợ vạ tới mình, ngầm vào Quy Nhơn theo Đại tổng quản Lê Văn Thanh. Thanh vốn trọng tài của Chất, giữ ở dưới màn. Đến bấy giờ đem 200 người bộ thuộc đến quân Võ Tánh đầu hàng. (Mùa xuân năm Đinh tỵ, Phó tướng Tiên phong Nguyễn Văn Tánh đóng giữ Diên Khánh, Chất sai người đưa thư cho Tánh xin làm nội ứng, rồi việc không thành, tới nay thế cùng xin hàng). Chất là người rất thiện chiến ở trong đảng giặc. Vua đã từng nghe tiếng, đặc biệt vỗ về để dùng, sai theo Võ Tánh điều khiển. Từ đó tướng giặc là bọn đại Đô đốc Võ Đình Giai, Nguyễn Văn Điểm, đô đốc Lê Văn Niệm, Hồ Văn Viện, Trần Văn Lân, đô úy Mai Gia Cương, Nguyễn Văn Trí, nối nhau đến hàng, không kể xiết được. Vua đều sai chiêu tập quân cũ để theo đi đánh giặc. (ĐNTL-Tập 1, tr 395-396).
Nam triều dùng hàng quân Ngự lâm của Thái Đức cũ lập ra dinh quân Ngự Lâm gồm Ngũ đồn (5 đồn), lấy các tướng tâm phúc và hàng tướng Tây Sơn quản lĩnh. Đại Đô đốc Nguyễn Văn Điểm được trao chức Phó Thống chế Hữu đồn Ngự Lâm, Thống chế Hữu đồn là Từ Văn Chiêu cũng là một tướng lĩnh Tây Sơn ra hàng trước đây.
Lấy Khâm sai phó tướng tổng nhung cai đội Phan Tiến Hoàng làm Đô thống chế Trung đồn quân Ngự lâm, Thuộc nội vệ úy vệ Võ uy Trung đồn quân Thần sách là Huỳnh Công Thanh làm Thống chế, hàng tướng là Đại Đô đốc Đoàn Văn Cát làm Đô thống chế Tiền đồn, Đô đốc Lê Văn Niệm làm Thống chế, Đại Đô đốc Lê Chất làm Đô thống chế Tả đồn, Đại Đô đốc Võ Đình Nhai làm Thống chế, Khâm sai thuộc nội cai cơ vệ úy vệ Dương võ Tả đồn quân Thần sách là Từ Văn Chiêu làm thống chế Hữu đồn, Đại đô đốc Nguyễn Văn Điểm làm Phó thống chế, Khâm sai thuộc nội cai cơ vệ úy vệ Diệu võ Tả đồn quân Thần sách làm Thống chế Hậu đồn, Đô đốc Hồ Văn Viện làm Phó thống chế. .
Từ Văn Chiêu và Nguyễn Văn Điểm được Nam triều sai phái đem đi đánh lại quân Tây Sơn.
Sai Thống chế Hữu đồn quân Ngự lâm là Từ Văn Chiêu và Phó thống chế Nguyễn Văn Điểm đem quân bản đồn vượt núi Cù Mông đánh giặc. Binh bộ Nguyễn Đức Thiện tham biện việc quân..
Thiếu phó Trần Quang Diệu chiêu an, hai tướng đem quân quay trở lại với Tây Sơn.
Mùa thu tháng 7, hàng tướng là Thống chế Hữu đồn quân Ngự lâm Từ Văn Chiêu làm phản. Chiêu trước là tướng của giặc, nhân việc tư thông với vợ lẽ của Nguyễn Văn Nhạc, sợ tội trốn đi, lẻn vào Gia Định theo ta, đã được nhiều lần cất nhắc. Đến đây thầm ôm chí khác, bèn cùng Phó thống chế Nguyễn Văn Điểm đem 500 quân đồn theo giặc..(ĐNTL-Tập 1, tr 427).
Sau khi hạ được thành Quy Nhơn, các tướng Tây Sơn đem quân trở ra Bắc Hà để cứu vãn cục diện, dọc đường đi Đại Đô đốc Nguyễn Văn Điểm cùng các tướng lĩnh bị bắt, sau đấy bị xử tử trong lễ Hiến phù.

## Nhận định
Khác với các Đại Đô đốc Võ Đình Giai, Đoàn Văn Cát nặng mối thâm thù với các tướng Phú Xuân, Đại Đô đốc Nguyễn Văn Điểm ôn hòa hơn. Ông cũng khác với trường hợp Từ Văn Chiêu hai lần hàng Nam triều, hai lần quay về với Tây Sơn. Nguyễn Phúc Ánh cũng phải liệt ông vào một trong những tướng lĩnh trung thành với Tây Sơn như Trần Quang Diệu, Vũ Văn Dũng, Hồ Văn Tự, Nguyễn Văn Khôn.
Cũng như nhiều tướng lĩnh khác, quê quán, gốc gác và quá trình theo Tây Sơn thời kỳ đầu của ông chưa rõ.

## Tồn nghi
Đại Đô đốc Trương Văn Luân: họ với Thiếu bảo Trương Văn Đa
Đại Đô đốc Trần Văn Khương: họ ngoại với Thái Đức, họ của Thái hậu Trần Thị Huệ
Đại Đô đốc Nguyễn Văn Toàn: họ với Thái Đức
Đại Đô đốc Lê Văn Hưng: chưa rõ là Thái úy Lê Văn Hưng hay là 1 tướng Lê Văn Hưng khác.

## Kết cục các vị Đại Đô đốc
Võ Đình Giai: bị quân Tây Sơn dưới quyền Trần Quang Diệu, Võ Văn Dũng giết trong quá trình vây thành Bình Định (khi ấy do Võ Tánh tử thủ).
Đoàn Văn Cát: tử trận trong lúc giao chiến với quân Tây Sơn.
Nguyễn Văn Toàn được trọng dụng làm Lưu thủ Quảng Ngãi.
Nguyễn Công Thái được trọng dụng thăng đến chức Phó tướng Tả quân.
Nguyễn Văn Thuật, Trương Văn Luân, Trần Văn Khương được lưu dụng, quản lĩnh quân ngũ.
Lê Văn Hưng và Nguyễn Văn Điểm bị xử tử trong lể Hiến Phù.